# Swift (kráter na Měsíci)

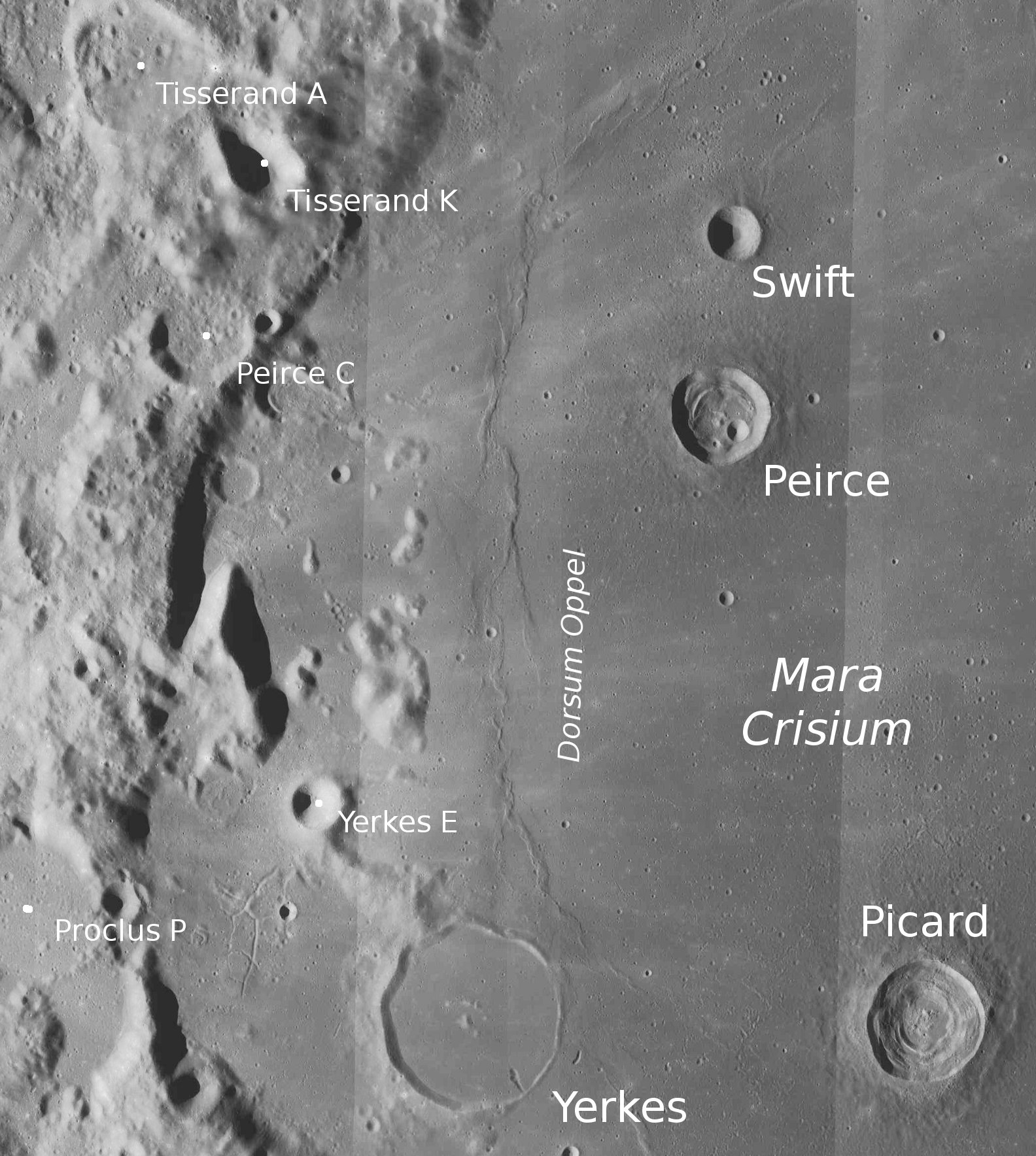
Kráter Swift a okolí.

Swift je impaktní kráter nacházející se v severozápadní části Mare Crisium (Moře nepokojů) na přivrácené straně Měsíce. Má průměr 11 km, pojmenován byl podle amerického astronoma Lewise Swifta.
Swift je miskovitého tvaru s malou plochou dna kolem středu. Než jej v roce 1976 Mezinárodní astronomická unie přejmenovala, nesl název Peirce B.
Jižně od něj leží větší kráter Peirce, na západě se táhne mořský hřbet Dorsum Oppel, který kopíruje okraj Mare Crisium.